# فعل قیدگون
فعل قیدگون (انگلیسی: converb) به دسته‌ای از فعل‌ها گفته می‌شود که همراه فعلی دیگر به‌کار می‌روند و مثل قید آن را توصیف می‌کنند. برای نمونه، در جمله‌های
- دوید آمد پیش من.
- کشید بردش.
- رشد کرد آمد بالا.

فعل‌های «دوید» و «کشید» و «رشد کرد» فعل‌هایی هستند که مانند قید، حالت وقوع فعل بعدی را توصیف می‌کنند و بنابراین فعل‌های قیدگون به‌شمار می‌روند.
افعال قیدگون را افعالی ناخودایستا تعریف می‌کنند که نمی‌توانند به‌عنوان محمول یک جملهٔ خبری به‌صورت مستقل به‌کار روند. ساختارهای موجود در زبان فارسی، با وجود نقض قواعد ناخودایستا بودن و تفاوت با آن قواعد، به‌صورت قیدی به‌کار می‌روند و باید آنها را نیز در این دسته‌بندی قرار داد.
اصطلاح فعل قیدگون را نخستین بار گوستاف جان رامستِد (G. J. Ramstedt) در سال ۱۹۰۳ به‌کار برد و بعدها با مطالعهٔ زبان‌های آلتایی گسترش یافت و به‌ویژه در توصیف دستوریِ زبان مغولی کاربرد یافت. سال‌ها بر سر تعریف این واژه در زبان‌شناسی بحث بوده و همین امر منجر به ارائهٔ تعاریف متعدد شده‌است.

## در زبان فارسی
ساختار افعال قیدگون در زبان فارسی با ساختار این‌گونه افعال در سایر زبان‌ها به‌ظاهر هماهنگ‌اند، با این تفاوت که این ساختارها در زبان فارسی به صورت خودایستا هستند و در یک بندِ واحد به‌کار می‌روند و تصریف دریافت می‌کنند؛ به همین دلیل، تا حدودی با تعاریف مارتین هَسپِلمَث (M. Haspelmath) از این ساختارها هماهنگ نیستند و به‌علاوه با تعریف لانگاکر به‌عنوان بندِ زنجیری نیز به‌طور کامل تطابق ندارند. پس فرض می‌کنیم که در زبان فارسی ساختارهای قیدگون خودایستا هستند و تصریف دریافت می‌کنند. این ساختارها در زبان فارسی، بدون اینکه ناخودایستا باشند، نه‌تنها به‌صورت قیدی به‌کار می‌روند، بلکه یک بندِ واحد نیز تشکیل می‌دهند.